# Дневники Тёрнера
«Дневники Тёрнера» (англ. Turner Diaries) — неонацистский популистский роман, неофашистский бестселлер 1978 года, написанный Уильямом Пирсом под псевдонимом Эндрю Макдональд, основателем и председателем «Национального альянса», группы неонацистов и белых националистов.
Роман призывает к межрасовой войне, он описывает «белую расовую (расистскую) революцию», организованную расистской организацией для уничтожения мультикультурализма в конце XXI века. Уничтожение представителей «чёрных рас» и евреев, а также «предателей белой расы» заявлено как единственное возможное решение социальных проблем, угодное неназванному божеству. Пирс определял власть США как «Сионистское оккупационное правительство». В книге говорится об «уникальной роли евреев как элемента, способствующего распаду народов и цивилизаций». Описывается уничтожение этнических меньшинств, прежде всего евреев; уничтожение наиболее крупных русских городов и превращение Сибири и Дальнего Востока в радиоактивную пустыню; уничтожение населения всего Азиатского континента, включая всех китайцев. Эта «арийская революция» представлена автором как завершение Холокоста.
После своего выхода книга фактически заменила для американских и европейских неонацистов «Майн Кампф» Гитлера. ФБР назвало книгу «библией правых расистов».
Книга вызывала у поклонников расовую ненависть и неоднократно побуждала их к совершению грабежей и убийств, стимулировав неонацистский терроризм в Великобритании и США, в частности, вызвав теракт в Оклахома-Сити в 1995 году.

## История

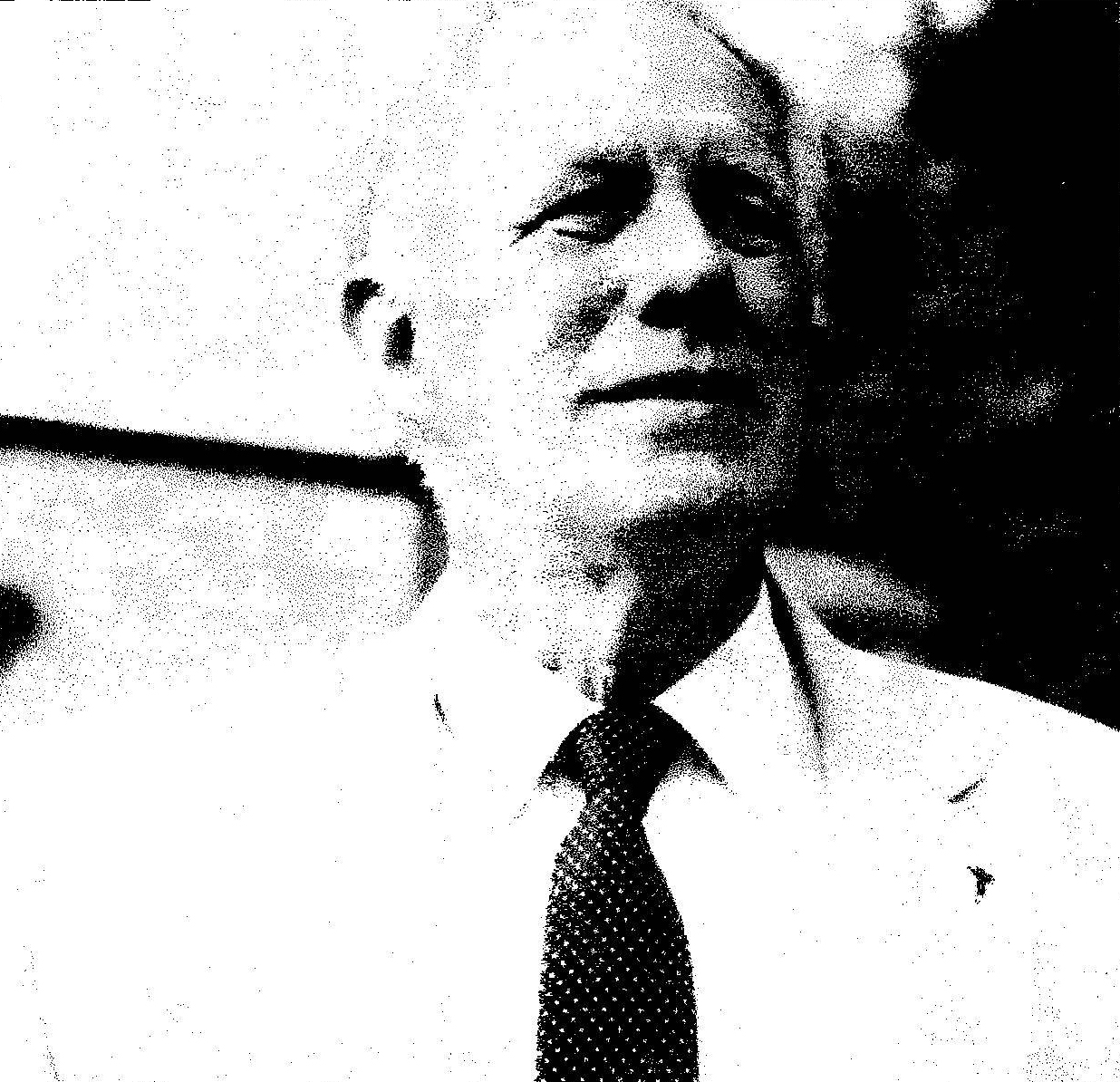
Уильям Пирс в 1999 году на официальном собрании «Национального альянса»

В 1974 году в целях более широкой поддержки в среде «белых» американцев Пирс смог реорганизовать своих соратников в расистский «Национальный альянс», который рассматривал себя как главную силу в предполагаемой будущей «расовой революции» и использовал лозунги «Свобода в неравенстве» и «Равенству противопоказана свобода». Члены этой партии называли себя белыми сепаратистами. В 1978 году под псевдонимом Эндрю Макдональд Пирс выпустил «Дневники Тёрнера». Вначале он публиковал книгу в партийной газете «Атака», а затем в виде отдельного издания.
Пропаганда через Интернет и реализация музыкальных записей в стиле «белой власти» привели к признанию Пирса и его организации европейскими неонацистами. В 1990-х годах были сделаны переводы «Дневников Тёрнера» на ряд европейских языков. Роман Э. Макдональда «Дневники Тёрнера» был выпущен в 2003 году московским издательством «Ультра.Культура» в переводе Л. Володарской. В аннотации книга названа «антиутопией», «культовой у опредёленных слоев американского общества».
После терактов 11 сентября 2001 года Пирс заявил, что они являются прямым результатом того, что американцы допустили еврейский контроль над правительством США и использование американского могущества в еврейских интересах. В то же время имеется параллель между реальными терактами и эпизодом из «Дневников Тёрнера», где повествуется о нападении самолета с ядерным зарядом на борту на здание Пентагона.

## Сюжет
Повествование начинается в 2099 году, спустя сто лет после изображённых в нём событий. Основная часть книги — цитирование недавно найденного дневника человека по имени Эрл Тёрнер, активного участника «белого» революционного движения, которое и вызвало все события книги.
Вначале роман повествует о партизанской «расовой войне» против «не-белых» и «оккупационного правительства». «Белые» революционеры из «Организации» борются против «Системы», — американских властей, на которые оказывают влияние либералы, евреи, чёрные, мексиканцы и другие меньшинства. Герою книги, молодому патриоту Эрлу Тёрнеру вместе с соратниками приходится вступить в схватку с властями, которые пытаются ввести новые ограничения владения оружием. Потом они борются с расовой интеграцией с помощью саботажа и политических убийств. Борьба разрастается, и в стране начинается расовая война. Война переходит за пределы США с нападением на СССР и Израиль. В США погибает 60 млн человек. В мире в течение пяти лет царит варварство. Но в 1999 году в Северной Америке случается вторичное «освобождение».
Книга повествует о депортации и уничтожении этнических меньшинств, в первую очередь евреев. Линчеванию подвергаются 60 тысяч белых противников расовых революционеров. Они были убиты в один и тот же день, на грудь им повесили табличку с надписью «Я предал мою расу». В том числе линчуют и женщин, заключивших межрасовый брак. Расовая революция продолжается далеко за пределами США: арабы захватывают Израиль, в Европе и СССР побеждает антисемитская идеология. Члены «Организации» целиком истребляют китайцев. Расовая революция превращает в пустыню огромную территорию от Урала до Тихого Океана и от Приполярья до Индии.

## Критика
По мнению В. А. Шнирельмана, книга является уникальной по своей «параноидальности» и стремлению к глобальному нацистскому порядку. Вслед за Гитлером, Пирс стремился к «новой невиданной цивилизации, которая восстанет из пепла старой». Описания депортации и уничтожения этнических меньшинств близко напоминают реальные события Холокоста. Шнирельман писал о «религиозной экзальтации автора», ожидающего скорый апокалипсис. По его мнению, Пирс использовал эмоциональную силу художественного произведения, способную оказать определённое воздействие на читателя, подобно тому, как роман Томаса Диксона «Член клана» (1905) смог возродить интерес американцев к Ку-клукс-клану, и в последней четверти XX века роман Ж. Распая «Лагерь святых» побудил сначала у французов, затем у американцев ненависть к иммигрантам из стран Третьего мира.

## Влияние
Согласно Антидиффамационной лиге, эта книга «вероятно, наиболее читаемая среди ультраправых экстремистов», многие из которых ссылались на неё как на источник побуждения к их террористической активности. Правозащитная организация Центр Симона Визенталя назвала роман «книгой ненависти».
В сентябре 1983 года глава Северо-западного тихоокеанского филиала «Национального альянса», Роберт Мэтьюз, опираясь на «Дневники Тёрнера», создал расистскую террористическую организацию The Order (Орден «Молчаливого братства», англ. Silent Brotherhood) с целью борьбы с «Сионистским оккупационным правительством» — федеральным правительством в США в идеологии организации. Мэтьюс заимствовал выражение из романа «Дневники Тёрнера». В организацию вошли немногим более двадцати членов. В 1983—1984 годах The Order совершил ряд громких и дерзких грабежей. Члены организации объявили «войну в 1984 году» и убили в Дэнвере известного еврейского радиожурналиста Элена Берга. После этого ими занялось ФБР. 8 декабря 1984 году Мэтьюз погиб в перестрелке с агентами ФБР, а ряд других боевиков были арестованы. По заявлению Пирса, Мэтьюз «перевёл нас от журналистских обличений на кровавую тропу». По материалам расследования, Мэтьюз требовал от своих боевиков читать «Дневники Тёрнера». Сам он считал себя одинистом, но разделял и «идентичное христианство». В убийстве Берга принимал участие Дэвид Лейн, входивший в движение «идентичного христианства».
В апреле 1995 году Тимоти Маквей устроил взрыв в федеральном здании в Оклахома-сити, в результате чего погибли 168 человек и более 500 человек получили ранения. Накануне теракта он несколько раз звонил в штаб-квартиру «Национального альянса». В его автомобиле были обнаружены ксерокопии страниц из книги «Дневники Тёрнера», и, по данным следствия, теракт был подготовлен по сценарию книги, повествующему о террористической атаке на главное управление ФБР.
В 1998 году под влиянием «Дневников Тёрнера», Джоном Кингом было совершенно жестокое убийство чернокожего, за что Кинг в феврале 1999 года был приговорён к смертной казни, стал первым белым, казнённым в Техасе после восстановления там в 1970 году смертной казни.
25 октября власти привлекли к ответственности члена «Национального альянса» Стива Макфаддена, незаконно содержавшего оружейный склад. У него была найдена литература альянса, в том числе «Дневники Тёрнера».
4 января 2002 года аресту подвергся Майкл Эдвард Смит, который угрожал из окна своего автомобиля обстрелять синагогу в Нэшвилле. У Смита был обнаружен склад оружия и большое число литературы «Национального альянса», включая «Дневники Тёрнера».
В США вышло большое число романов, которые были написаны в стиле «Дневников Тёрнера». Книга активно обсуждалась в России различными радикальными деятелями. И некоторые молодые радикалы обсуждали возможность партизанской борьбы, терроризма и организации «Фронта освобождения России».